# 5616 Vogtland
5616 Vogtland eller 1987 ST10 är en asteroid i huvudbältet som upptäcktes den 29 september 1987 av den tyske astronomen Freimut Börngen vid Tautenburg-observatoriet. Den är uppkallad efter Vogtland i Tyskland.
Asteroiden har en diameter på ungefär 9 kilometer.